# Samoadrillfågel
Samoadrillfågel (Lalage sharpei) är en fågel i familjen gråfåglar inom ordningen tättingar.

## Utbredning och systematik
Samoadrillfågel förekommer endast i höglänta områden i Samoa och delas in i två underarter:
- Lalage sharpei sharpei – ön Upolu
- Lalage sharpei tenebrosa – ön Savai'i

## Status
IUCN kategoriserar arten som nära hotad.

## Namn
Fågelns svenska och vetenskapliga artnamn hedrar Richard Bowdler Sharpe (1847-1909), brittisk ornitolog vid British Museum of Natural History 1872-1909.